# Разрыв мозжечкового намёта
Разрыв мозжечкового намёта (лат. tentorium cerebelli; синонимы: «тенторий», «мозжечковая палатка») — одно из проявлений родовой травмы и наиболее частая причина субдуральных кровоизлияний со смертельным исходом. Разрывы мозжечкового намета составляют 80—85 % всех смертельных родовых травм. В настоящее время большие разрывы тентория встречаются редко, чаще наблюдаются надрывы и разрывы небольших размеров, которые не приводят к столь массивным кровоизлияниям. Дети могут выживать, хотя нередко с неврологическими последствиями, и становиться инвалидами. Другим проявлением родовых травматических повреждений тентория, предшествующим и сопутствующим его разрывы, является интрадуральное кровоизлияние в мозжечковый намет.

## Виды разрывов и частота
Разрывы мозжечкового намета (МН) делятся на:
- полные и частичные (надрывы),
- краевые и центральные,
- односторонние и двусторонние.

Независимо от предлежания частота разрывов МН возрастает пропорционально увеличению массы плодов и новорожденных. При тазовом предлежании их частота в среднем в 3 раза выше, чем при головном. При тазовом предлежании преобладают двусторонние разрывы МН, а при головном — односторонние.

## Патогенез
Разрывы МН происходят при патологической (чрезмерной) конфигурации головки и при её сдавлениях.
При конфигурации головки происходит натяжение серповидного отростка, от которого сила натяжения переходит на две половинки МН. Поскольку серповидный отросток значительно прочнее тентория, то при усилении сдавлений головки и увеличении её конфигурации в первую очередь разрывается именно мозжечковый намет, который можно считать «locus minoris resistentiae» при родовой травме черепа. Таким образом, физиологическая конфигурация головки становится чрезмерной (патологической), когда перерастягивается и начинает разрываться МН.
Односторонние разрывы располагаются чаще в левой половине МН. Это связано с тем, что непосредственный механизм разрывов МН связан с асинклитическим вставлением головки. Данный механизм раскрыт в открытии «Власюка-Лобзина-Несмеянова», которое, в частности, объясняет причину преобладания левосторонних разрывов МН. При синклитическом вставлении головки сила натяжения равномерно распределяется на двух половинах тентория и разрыв не происходит. При асинклитическом вставлении головки сила натяжения, идущая от серповидного отростка, сосредотачивается на одной из половин МН и он разрывается. При той же степени конфигурации головки в случае её синклитического вставления разрыв мог бы не произойти.
Причины асинклитического вставления головки разнообразны, причём любая степень асинклитизма повышает риск повреждений МН (родовой травмы). Асинклитическое вставление головки возникает не только при различных несоответствиях между размерами головки и родового канала матери или при «выдавливании» плода, но и при стимуляции родов. Использование при этом акушерских щипцов и вакуум-экстрактора только повышает риск родовой травмы головы.

## Последствия разрывов
При разрывах МН возникают субдуральные кровоизлияния в среднюю и заднюю черепные ямки, которые сопровождаются определенной симптоматикой и могут вести к смерти. При надрывах (частичных разрывах) МН, когда разрывается чаще только верхний его листок (тенторий это дубликатура твердой мозговой оболочки), кровоизлияние может быть минимальным или иногда отсутствовать. У выживших детей развивается гемосидероз МН, иногда может возникнуть тромбоз синусов. Большинство надрывов МН и интрадуральных кровоизлияний в МН клинически не проявляются.

## Диагностика
В настоящее время разрывы МН диагностируются только патологоанатомами. Педиатры и специалисты нейровизуализационных методов исследования недооценивают важность диагностики повреждений тентория. Разрыв МН — это важный маркер родовой травмы. Без диагностики повреждений МН часто невозможно точно поставить диагноз родовой травмы. Судебно-прокурорские расследования не будут успешными при сомнительном диагнозе родовой травмы. Клиническая диагностика родовых травматических повреждений МН может явиться доказательством роли родового травматического фактора в генезе различных дисциркуляторных и гипоксически-ишемических поражений головного мозга у детей. Большинство суждений педиатров, невропатологов и остеопатов, что те или иные клинические проявления поражений центральной нервной системы у ребенка связаны с родовой травмой, носят субъективный и необоснованный характер, так как нет конкретных фактов об обнаружении родовых травматических повреждений. В то же время, если бы удалось прижизненно выявить какое-либо повреждение МН, являющееся почти всегда следствием родовой травмы, то суждения клиницистов стали бы обоснованными.